# Karłowaty wilk japoński
Karłowaty wilk japoński (†Canis lupus hodophilax) – wymarły podgatunek wilka szarego, zwany również karłowatym wilkiem z Honsiu. Wytępiony w 1905. Zamieszkiwał japońskie wyspy Honsiu, Sikoku i Kiusiu.
Prawdopodobnie do zagłady tych wilków przyczyniła się wścieklizna, o której donoszono pierwszy raz w 1732 roku. Innymi czynnikami, które przyczyniły się do zagłady to także utrata siedlisk i kłusownictwo. Zachowało się osiem futer i pięć wypchanych okazów wilków karłowatych: jeden w Holandii, trzy w Japonii i jeden w Wielkiej Brytanii. Ze względu na wymiary i izolację geograficzną naukowcy spekulują ostatnio nad zaliczeniem tego wilka do osobnego gatunku.